# 指前镇
指前镇，是中华人民共和国江苏省常州市金坛下辖的一个乡镇级行政单位。

## 行政区划
指前镇下辖以下地区：
芦家社区、社头社区、后渎村、清水渎村、芦家村、庄阳村、闸口村、东浦村、社头村、建春村、前春村、解放村、旭红村、芦溪村、丰产村、胜利村和旭明村。